# Bengalenwaran
Der Bengalenwaran (Varanus bengalensis) ist eine Reptilienart aus der Gattung der Warane (Varanus). Die Art erreicht im Schnitt Längen von 1,5 Metern, ist im südlichen Asien weit verbreitet und ernährt sich hauptsächlich von kleinen, wirbellosen Tieren.

## Systematik
Die Erstbeschreibung erfolgte 1802 durch François-Marie Daudin, die Typuslokalität ist Bengalen (Indien). John Edward Gray beschrieb 1831 die Art Varanus nebulosus (Typuslokalität Java), die dann von Robert Mertens 1942 als Unterart von Varanus bengalensis eingeordnet wurde. Mittlerweile wird für Varanus bengalensis nebulosus wieder der Artstatus diskutiert; Böhme & Ziegler (1997) berichteten von einem sympatrischen Vorkommen der Unterarten auf Phuket und forderten Erhebung in den Artstand.

## Verbreitung und Lebensraum
Der Bengalenwaran bewohnt große Teile Südasiens von südöstlichen Iran über große Teile Pakistans und über Indien, Sri Lanka, Bangladesch, Nepal, Bhutan, Südchina, Burma, Thailand, Laos, Kambodscha, Malaysia, und Sumatra bis nach Java. Die Art erreicht weder die Kleinen Sunda-Inseln noch Borneo. Die Unterart V. b. bengalensis bewohnt die westlichen, V. b. nebulosus die östlichen Teile des Verbreitungsgebietes. Eine genaue geografische Grenze zwischen den Unterarten ist nicht erkennbar. Bevorzugtes Habitat ist lichter Wald an Flüssen und Auen. Die Art kommt bis in 1500 m Meereshöhe vor.

## Merkmale

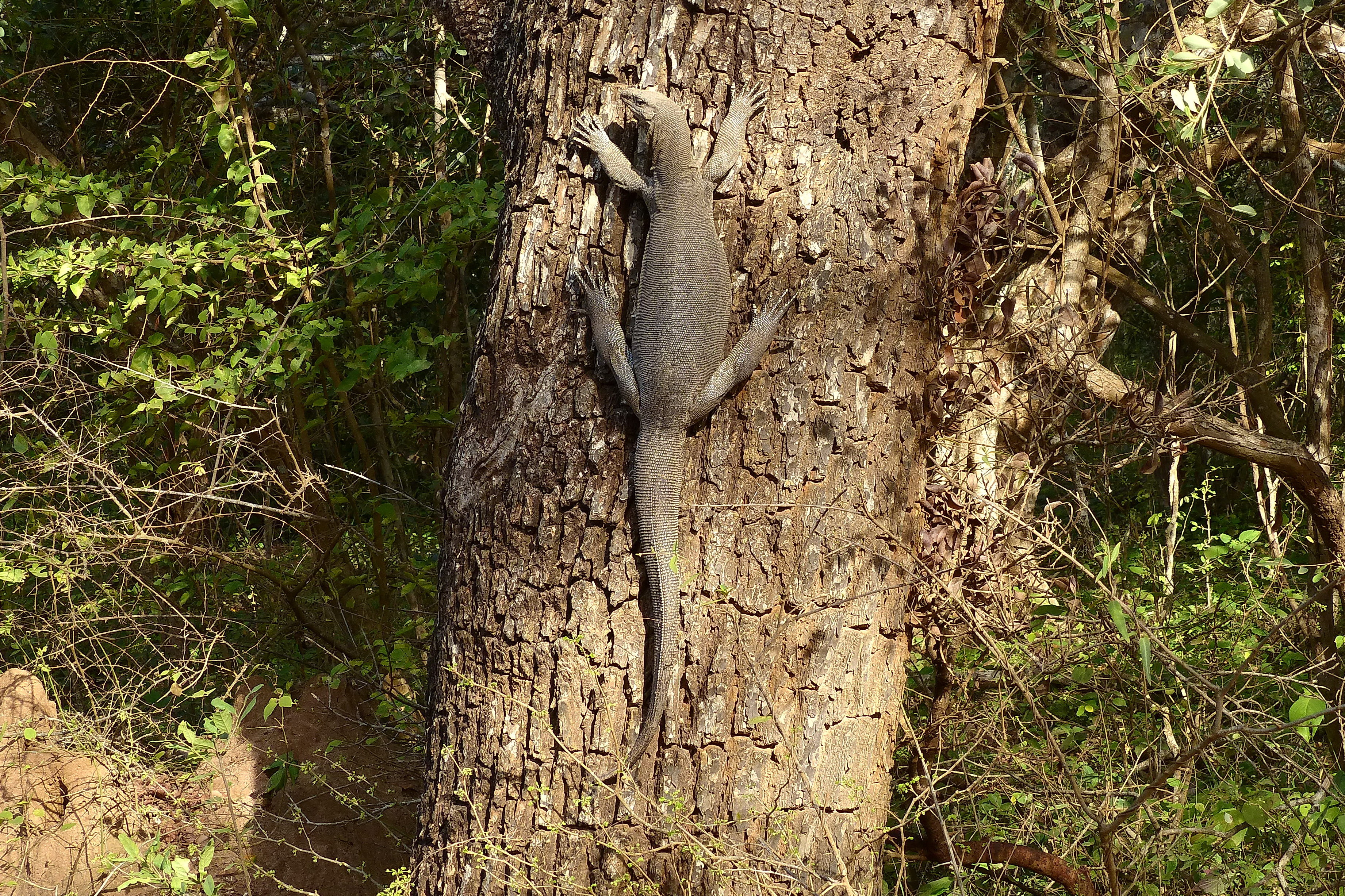
Bengalenwaran im Yala-Nationalpark, Sri Lanka

Als durchschnittliche Größe für Männchen wird eine Gesamtlänge von 1,5 m bei einer Kopf-Rumpf-Länge von 58 cm und einem Gewicht von 2,7 kg angegeben. Die Art zeigt hinsichtlich der Körpergröße einen Geschlechtsdimorphismus: Weibchen bleiben kleiner als Männchen und werden im Schnitt 1,2 m lang, bei einer Kopf-Rumpf-Länge von 46 cm und einem Gewicht von 1,5 kg. Die maximal erreichbare Größe ist innerhalb des Verbreitungsgebiets sehr variabel: In Bangladesh beträgt sie 1 m, in Sri Lanka 1,4 m, in Malaysia 1,6 m und in Burma in Ausnahmefällen bis 2,4 m. Die Art ist im Grundmuster dunkel gefärbt mit hellem Muster. Die Nasenlöcher sind schlitzförmig und näher an der Schnauzenspitze als am Auge. Der Schwanz ist seitlich abgeflacht und hat an der Oberseite 2 Reihen gekielter Schuppen.
Die beiden Unterarten zeigen neben Unterschieden in der Beschuppung vor allem Unterschiede in der Färbung:
- V. b. bengalensis sind schwarz, dunkelgrau oder braun, und haben ein variables helleres Muster auf dem Rücken.
- V. b. nebulosus sind heller gefärbt, hellgrau bis dreckig gelb mit variabler Sprenklung.

## Lebensweise

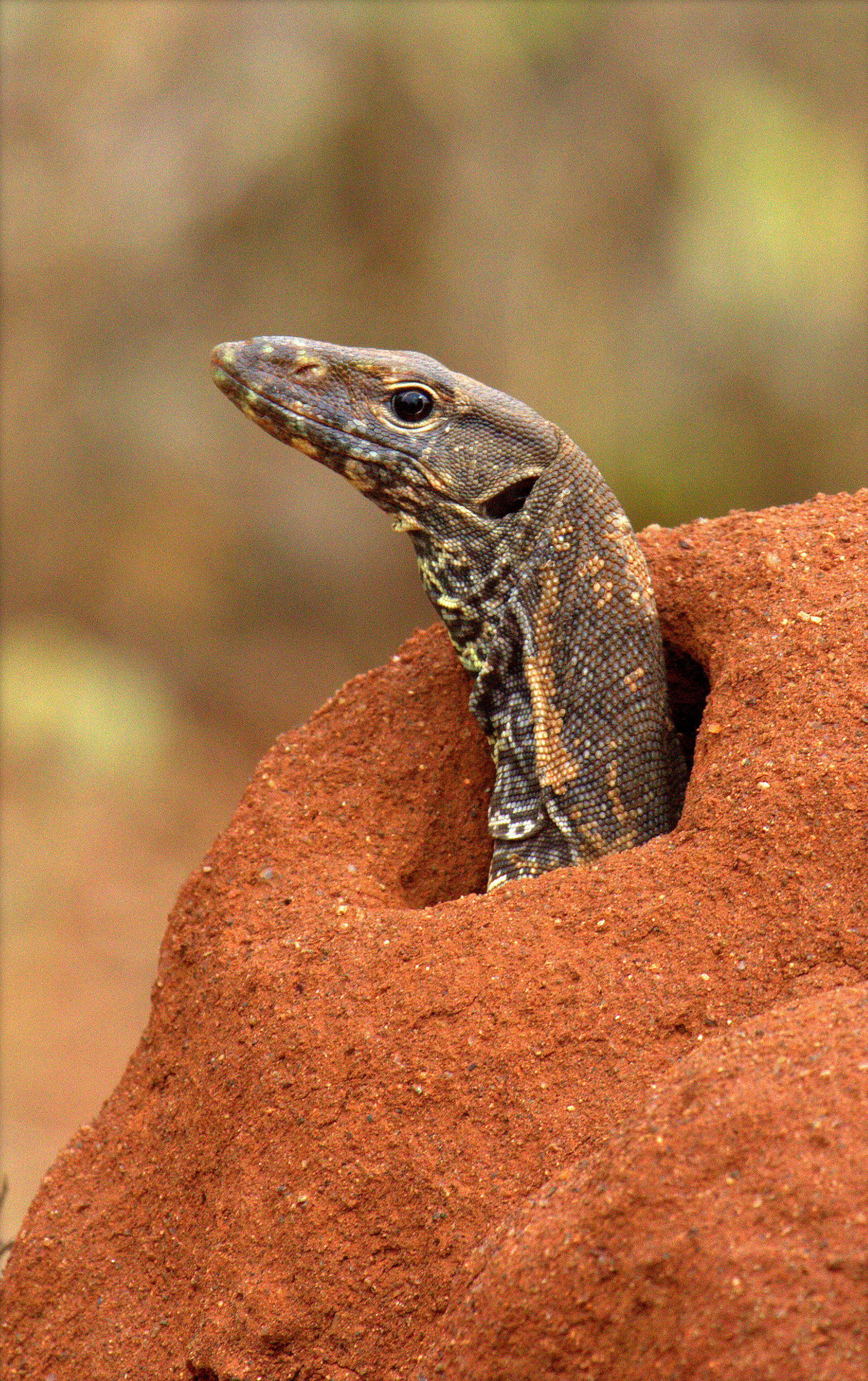
Bengalenwaran in einem Termitenbau

Der Bengalenwaran ist Einzelgänger, tagaktiv und hauptsächlich bodenbewohnend, kann im Bedarfsfall jedoch auch klettern und schwimmen. In den tropischen Regionen des Verbreitungsgebiets ist die Art das ganze Jahr über aktiv, in nördlicheren Bereichen wird jedoch in den kalten Monaten eine Ruheperiode eingelegt. Die Körpertemperatur liegt im Schnitt bei 32,6 °C, reicht jedoch von 22,1 bis 40,2 °C. Der Bengalenwaran ist ein aktiver Jäger, der sich die meiste Zeit züngelnd auf Beutesuche befindet. Er ist ein generalistischer Fleischfresser und ernährt sich hauptsächlich von Wirbellosen wie Insekten, Spinnen, Skorpionen, Hundertfüßern, Krebstieren und Schnecken. Daneben werden, wenn auch seltener, Wirbeltiere wie Fische, Frösche, Echsen, Schlangen, Vögel, kleine Säugetiere und Eier von Vögeln und Reptilien verzehrt. Bengalenwarane fressen auch regelmäßig Aas.
In Gefangenschaft wird die Geschlechtsreife nach 3–4 Jahren erreicht, in der Natur wahrscheinlich erst nach 5 oder mehr Jahren. In Indien liegt die Paarungszeit in der Regenzeit im Juni und Juli, die Ablage der im Schnitt 20 Eier erfolgt im August. Nester werden in Böschungen angelegt, oder aber die Eiern in hohle Baumstümpfe oder Termitenhügel gelegt. Die Inkubation dauert über den Winter, die Jungtiere schlüpfen im März. Jungtiere aus Termitenhügeln bleiben oft lange bei den Hügeln und nutzen sie als Unterschlupf. Die Jungtiere sind stärker baumbewohnend als die Alttiere. Die Mortalität unter Jungtieren ist hoch, etwa die Hälfte stirbt vor Vollendung des zweiten Lebensjahrs.

## Gefährdung
Die Rote Liste gefährdeter Arten der IUCN stuft den Bengalenwaran als nicht bedroht (least concern) ein, obwohl die Bestände aktuell abnehmen; detaillierte Bestandsschätzungen liegen nicht vor. Habitatzerstörung stellt aufgrund der Anpassungsfähigkeit der Art keine große Bedrohung dar, die Art wird jedoch in weiten Teilen ihres Verbreitungsgebietes als Leder- und Fleischlieferant bejagt, oder zu traditioneller Medizin verarbeitet. Die Art ist am Anhang I des Washingtoner Artenschutzübereinkommens gelistet, laut Zensus der CITES-Behörde wurden zwischen 1975 und 2005 nur 148 lebende Exemplare für den Tierhandel exportiert. Lebendexporte stellen aktuell aufgrund des hohen Schutzstatus im Anhang I somit wohl keine Bedrohung dar.